# Georg Selenius
Georg Selenius (Fredrikstad, 18 de outubro de 1884 — Fredrikstad, 7 de maio de 1924) foi um ginasta norueguês que competiu em provas de ginástica artística pela nação.
Selenius é o detentor de uma medalha olímpica, conquistada na edição de 1912, nos Jogos de Estocolmo. Na ocasião, foi o medalhista de ouro da prova coletiva de sistema livre ao lado de seus 23 companheiros de equipe, quando superou as nações da Finlândia e Dinamarca, prata e bronze respectivamente.